# Young's Seafood
 Young's Seafood Ltd. es una empresa Británica productor y distribuidor de productos del mar congelados, frescos y refrigerados, que suministra aproximadamente el 40% de todo el pescado consumido en el Reino Unido cada año. Tiene su sede en Grimsby, Inglaterra.
La empresa, tal como está hoy, se formó mediante la fusión de Young's y Bluecrest en 1999. Es propiedad privada de capital de riesgo empresa Lion Capital LLP que compró la empresa matriz Foodvest (parte de CapVest) en julio de 2008. Es un actor importante en la industria pesquera europea y también propietario de la empresa hermana,  Findus AB, con sede en Malmö, Suecia.

## Historia
Antes de la fusión con Bluecrest, Young's había sido el resultado de una serie de adquisiciones y adquisiciones por parte de la gerencia.

### Historia temprana
La fundación 1805 de Young's se basa en que fue el año en que una tal Elizabeth Martha comenzó a vender pescado en los muelles de Greenwich. En 1811, Martha se casó con William Timothy Young, un miembro de una familia de pescadores basada en el Río Támesis desde mediados del siglo XVIII, combinando así sus negocios de pesca y venta. El negocio prosperó y luego se trasladó río abajo a Leigh-on-Sea.
A finales del siglo XIX, el negocio, bajo William Joseph Young, se había convertido en una destacada empresa comercializadora y mayorista de pescado, que operaba su propia flota de pequeñas embarcaciones principalmente para pescar morralla y camarón. En 1890, la empresa trasladó su sede a Londres para comenzar a abastecer el mercado de cáterin de la ciudad.
Young's se expandió a lo largo de la década de 1920, convirtiéndose en una de las primeras empresas de Inglaterra en importar salmón y debutando con el producto más exitoso de la empresa, camarones en maceta.
La siguiente generación de la familia Young, los hermanos Gordon, Stanley, Douglas y Malcolm, asumió el control a fines de la década de 1930 y estableció una nueva subsidiaria para su negocio de venta al por mayor. Otra subsidiaria agregó operaciones de procesamiento y compra en el muelle en Grimsby, que más tarde emergió como el puerto pesquero más activo del Reino Unido (y durante un tiempo, del mundo). En la década de 1950, la empresa había construido cinco instalaciones de producción para su producción de camarón en maceta.

### Adquisiciones de Ross Group e Imperial Tobacco
1959 marcó el final de la independencia de Young, después de que la empresa fuera comprada por el Ross Group más grande. Sin embargo, Young's mantuvo sus propias operaciones, y especialmente su marca conocida a nivel nacional, y los miembros de la familia Young permanecieron a cargo de la dirección de la empresa.
Las operaciones de alimentos congelados de Ross y Young crecieron fuertemente durante la década de 1960. Se estableció una nueva red de depósitos de distribución y se adquirieron varios mayoristas en todo el país. A mediados de la década, la participación del grupo en el sector de alimentos congelados del Reino Unido superó el 5 por ciento en el canal minorista y hasta el 13 por ciento en el mercado de cáterin.
Sin embargo, las operaciones de arrastre de Ross Group perdieron dinero a lo largo de la década y, en 1969, el grupo acordó ser adquirido por Imperial Tobacco, como parte de este proceso, el negocio de arrastre de Ross se escindió en British United Trawlers. Ross pasó a llamarse Imperial Foods (una división del recientemente renombrado Imperial Group) pero los nombres de Ross y Young sobrevivieron como divisiones que operan independientemente de la nueva compañía.
Como parte de Imperial, Young's invirtió para expandir la capacidad y desarrolló un nuevo sistema de distribución centralizado. A mediados de la década de 1970, las ventas de Young se habían más que duplicado, superando los £ 23 millones en 1974, y la compañía operaba 18 fábricas.

### Las eras de Hanson y United Biscuits
A mediados de la década de 1980, sin embargo, Imperial se vio atrapada en una era de adquisiciones hostiles, convirtiéndose en el objetivo de varias empresas, incluida United Biscuits Plc (UB). UB perdió frente al conglomerado de rápido crecimiento Hanson en su intento de adquirir Imperial, pero Hanson estaba interesado sólo en las explotaciones tabacaleras de Imperial y vendió Ross Young's a UB en 1988. Bajo la propiedad de UB, Young's se volvió a desarrollar como un división independiente. Sin embargo, a finales de la década de 1990, UB estaba reestructurando su negocio para centrarse en las marcas principales.

### Cresta azul
Bluecrest, fundada en 1975 por Frank Flear, era un fabricante y procesador británico de productos pesqueros con sede en Grimsby, Inglaterra, Reino Unido. Fue adquirido por Fitch Lovell en 1985 y en 1990 se vendió a Booker Plc, que también había adquirido la división de pescado Ross de Hanson. Las dos empresas se fusionaron para formar División de pescado de Booker. En 1999, Booker vendió Bluecrest a una compra por parte de la gerencia de su rival Young's Seafood, respaldada por Legal & General Ventures (LGV).
Una vez combinado con el otro grupo de productos del mar del Reino Unido de LGV, el recién creado Young's Bluecrest se convirtió en el negocio de pescado especializado líder en el Reino Unido.

### Adquisiciones y adquisiciones
En 2000, Young's Bluecrest relanzó los productos de la marca Young e invirtió en una mayor capacidad de producción. Para entonces, con una facturación de más de 320 millones de libras esterlinas, la empresa también inició una estrategia de expansión, diseñada para consolidar el sector pesquero británico.
LGV, sin embargo, se negó a respaldar esta expansión y, en cambio, en 2002, vendió Bluecrest de Young a una nueva compra por parte de la gerencia, esta vez respaldada por CapVest, una firma de inversión europea. La empresa recién capitalizada hizo su primera adquisición (de la división de mariscos refrigerados de Albert Fisher, con sede en Newcastle), en junio de 2003. Las compras del Grupo Pinegain y su división Marr Foods siguieron en octubre de 2003; y Young's compró una participación del 34 por ciento en Macrae Food Group, el mayor productor especializado de productos del mar listos para comer en Escocia en septiembre de 2004. Ampliación y renovación de sus Humber, Grimsby y Edinburgh operaciones seguidas durante 2005 y 2006.
La adquisición de las operaciones de Findus con sede en el Reino Unido de EQT Partners en enero de 2006 impulsó las ventas totales de Young a un estimado de £ 1 mil millones ($ 1,7 mil millones), lo que confirma la posición de la compañía como líder en pescado congelado del Reino Unido sector, habiendo superado a sus rivales Bird's Eye, entonces propiedad de Permira.
En 2019, CapVest Partners LLP, propietario del especialista en carne de cerdo Karro Food Group, adquirió Youngs. Karro y Young emplean en conjunto a unas 5000 personas en el Reino Unido e Irlanda.
En octubre de 2020, adquirió  AliSa International GmbH , con sede en Alemania, que cotiza como  Greenland Seafood .

## Áreas de mercado
La mayoría de las ventas del grupo son de su marca  'Young's'  de pescado, camarones y mariscos congelados y refrigerados. La empresa también es propietaria de  'Macrae'  en Escocia.
La filial  'Young's Foodservice'  se centra en la industria de la restauración y el cáterin, mientras que  'Polarfrost Seafoods'  se especializa en pescado congelado en el mar.
La empresa hermana, The Seafood Company, ahora se especializa en pescado refrigerado para la propia marca de los minoristas del Reino Unido.

## Patrocinio
Young's es el patrocinador oficial del club Grimsby Town Football Club, con el logotipo de la empresa presente en todas las bandas de fútbol Grimsby desde el último partido en casa de la temporada de fútbol 2003-2004. Para la temporada 2004-2005, la franja amarilla de visitante de los clubes tenía el logo del producto para Youngs Mariners Pie, para empatar con el apodo del club de Grimsby Town "The Mariners".

## Principales competidores
Alpesca S.A .;  Orkla ASA; Aker ASA;  Maruha Corporation; Unilever Deutschland GmbH; Grupo islandés Seachill; hf; Perkins Foods Holdings Ltd .; Green Isle Food Group Ltd.

## Más lecturas
- "El hombre de negocios con el corazón de los jóvenes", Yorkshire Post, 11 de enero de 2005.
- "Capvest Acquires Young's", Acquisitions Monthly, abril de 2002, p. 73.
- "Capvest Considers Unified Young's, Birds Eye, Findus", Grocer, 13 de mayo de 2006, p. 6.
- Davies, Kit, "Young's Warns of Rising Fish Price", Grocer, 4 de marzo de 2006, p. 67.
- "Experiment with Fish, Says Young's", Grocer, 11 de marzo de 2006, p. 57.
- McDonagh, Vince, "Merged Company Plows Money in Mejoras", Alimentos congelados y refrigerados, abril de 2000, p. 2.
- "La marca de Young rompe la barrera de los 200 millones de libras", Alimentos congelados y refrigerados, septiembre-octubre de 2005, p. 9.
- "Young's Moves Fish Operation from Hull to Scotland", Alimentos congelados y refrigerados, noviembre-diciembre de 2005, p. 13.
- Plan de expansión de Young's Serves Up 15m Humber, "Fish & Chips y comida rápida, mayo de 2004, p. 4.
- McLelland, Fiona, "Young's Could Be Up for Sale", Grocer, 25 de enero de 2005, p. 5.
- Merrell, Caroline, "Los pretendientes se alinean por mil millones de libras en Unilever Business", The Times, 1 del 2 de junio de 2006, pág. 32.
- "Bluecrest Expanding Macrae Plant de Young en Edimburgo", QFFI's GLOBAL SEAFOOD MAGAZINE, enero de 2006, p. 45.
- "Young's Bluecrest Merger Creates Strongest Seafood Company in the UK", Alimentos congelados y refrigerados, agosto de 1999, p. 2.
- Directorio internacional de historias de empresas (Gale Group, Inc.)